# ジャン・ピエロ・ガスペリーニ
ジャン・ピエロ・ガスペリーニ（Gian Piero Gasperini, 1958年1月26日 - ）は、イタリア・グルリアスコ出身の元サッカー選手、現サッカー指導者。現役時代のポジションはミッドフィールダー。

## 経歴

### 選手時代
1967年、9歳の時にユヴェントスFCのユースチームに入団。1976年にトップチームに昇格するも出場機会はなく、1977年にACレッジャーナにレンタル移籍。
1978年には当時セリエBに所属していたUSチッタ・ディ・パレルモに完全移籍。5年間で128試合に出場し11得点を挙げる（すべてセリエB）。1979年にはコッパ・イタリアで決勝まで勝ち進むも、古巣ユヴェントスに敗れ準優勝に終わった。
1985年からはペスカーラ・カルチョに所属。チームの昇格にともない1987年に初めてセリエAでプレーした。その後サレルニターナSSなどを経て、1993年に35歳で現役を退いた。

### 指導者時代

#### 初期
1994年、古巣ユヴェントスの下部組織で指導者としてのキャリアを開始。1998年よりプリマヴェーラのヘッドコーチに就任。ドメニコ・クリッシト、マッテオ・パーロ、セバスティアン・ジョヴィンコ、ミケーレ・パオルッチら優秀な若手を育成し、ユヴェントス・プリマヴェーラの黄金時代を築いた。
2003年に当時セリエC1に所属していたFCクロトーネの監督に就任。就任初年度にチームをセリエBに昇格させるなど手腕を発揮し、計3シーズンにわたって指揮を執った。

#### ジェノア
2006年にはジェノアCFCの監督に就任。2006-2007シーズンのセリエBでユヴェントス、SSCナポリに次ぐ3位に入り、チームを13シーズンぶりのセリエA昇格に導いた。
2007-08シーズンは、かつてユースで指導したクリッシトやパーロらを率い、イタリアでは珍しい3－4－3システムによる攻撃サッカーを展開。FWマルコ・ボリエッロの活躍もあり、昇格1年目にして10位と健闘した。
2008-09シーズンには積極的な補強により、FWのディエゴ・ミリート、アンドレア・ガスバッローニ、ラファエレ・パッラディーノ、MFのティアゴ・モッタらが加入し、スペクタクルなサッカーをさらに進化させる。リーグ戦ではASローマ、ACミラン、ユヴェントスを撃破するなどの成果を挙げた。また、終盤までACFフィオレンティーナとUEFAチャンピオンズリーグ出場権を争い、同勝ち点ながら直接対決の成績で及ばなかったものの、5位でUEFAヨーロッパリーグ出場権を獲得した。
2009-10シーズンは開幕前に主力のミリートとモッタを放出したことも影響し、UEFAヨーロッパリーグはグループリーグ敗退、リーグ戦は9位でシーズンを終えた。
翌2010-11シーズンも指揮を執ったが開幕より成績が低迷し、2010年11月8日に解任が発表された。

#### インテル
2011年6月、インテルナツィオナーレ・ミラノの監督に就任することが発表された。契約期間は2年間。
しかしながら公式戦5試合で4敗1分と成績は全く振るわず、リーグのノヴァーラ・カルチョ戦に敗れた後の9月21日に解任された。

#### パレルモ
2012年9月16日、開幕3試合で勝ち星がなくジュゼッペ・サンニーノが解任されたUSチッタ・ディ・パレルモの監督に就任したが、クラブを立て直せず最下位に転落し翌年2月4日に解任されることが決定した。しかし後任のアルベルト・マレザーニが3試合で解任され、マウリツィオ・ザンパリーニ会長によって再びパレルモに招聘された。3月11日、クラブとの協議の末契約を解消した。

#### ジェノア
2013年9月29日、ファビオ・リヴェラーニの後任として3年契約を結びジェノアに復帰した。

#### アタランタ
2016年6月14日、アタランタBCの指揮官に就任。2016-17シーズンはクラブを史上最高位の4位に導き、UEFAヨーロッパリーグの出場権を獲得した。
2017-18シーズンはセリエAとヨーロッパリーグの両立に苦慮し、12月頭までセリエAでは二桁順位が続くも、最終的には7位でフィニッシュ。2年連続でヨーロッパリーグの出場権を獲得した。また、ヨーロッパリーグではエヴァートンFCやオリンピック・リヨンという難敵がいるグループを無敗で首位通過するも、決勝トーナメント1回戦でボルシア・ドルトムントに惜敗した。
2018-19シーズンはサパタ、イリチッチなど攻撃陣が好調で、リーグ3位、チーム史上初のチャンピオンズリーグ出場権獲得、コパイタリアでは決勝でラツィオに敗れたが、準優勝に導いた。それらの功績により2019年度セリエA最優秀監督賞を受賞した。
2019-20シーズン、チャンピオンズリーグでは連敗スタートとなったが、その後大逆転で決勝トーナメントに進出させた。
以降も、チームをリーグ上位に定着させるのに成功し、欧州カップ戦出場の常連となる。2023-24シーズンにはUEFAヨーロッパリーグを制覇し、クラブに初の国際タイトルをもたらした。
2024-25シーズンをもって退任。9年間率いて国内リーグでは10位以下に落ちることは無く、最高位は3位を4度、コッパ・イタリア準優勝を3度記録した。

#### ローマ
2025-26シーズンより首都の名門クラブASローマ監督に就任。

## 指導者としての特徴
指導者としての師は、ペスカーラ選手時代に指導を受けたジョヴァンニ・ガレオーネ。ここでゾーンディフェンスの戦術を学んだ。同門下生には、マッシミリアーノ・アッレグリやマルコ・ジャンパオロらがいる。
組織力を活かした攻撃的な3－4－3システムを用いることが多い。燻っている選手の再生に長けており、ジェノアの監督時代にマルコ・ボリエッロやジュゼッペ・スクッリ、ティアゴ・モッタらを覚醒させた。
アタランタ時代では上記に加えて、マンマークを主体とした堅守速攻のストーミング戦術を確立。中堅以下だったクラブを、リーグや欧州カップ戦上位で戦える集団に変貌させている。
またアタランタは、成長した選手を売却した移籍金で高い収益を得る経営を基本としており、育成したガスペリーニにも売却額からインセンティブが支払われる契約をしていた。このためガスペリーニはイタリアサッカー高収入番付の常連となっており、中小規模なクラブの指導者が稼ぐモデルケースとなっている。

## 所属クラブ
- ユヴェントスFC 1976-1978

→ ACレッジャーナ（レンタル） 1977-1978
- USチッタ・ディ・パレルモ 1978-1983
- SSカヴェーゼ1919 1983-1984
- ACピストイエーゼ 1984-1985
- ペスカーラ・カルチョ 1985-1990
- サレルニターナSS 1990-1991
- SSヴィス・ペーザロ 1991-1993

## 指導歴
- ユヴェントスFC（下部組織）1994-2003
- FCクロトーネ 2003-2004, 2005-2006
- ジェノアCFC 2006-2010.11
- インテルナツィオナーレ・ミラノ 2011.7-2011.9
- USチッタ・ディ・パレルモ 2012.9-2013.2, 2013.2-2013.3
- ジェノアCFC 2013.9-2016.6
- アタランタBC 2016.6-2025.6
- ASローマ 2025.6-

## 監督成績
| クラブ     | 国           | 就任          | 退任          | 記録 | 記録 | 記録 | 記録 | 記録   | 記録 |
| クラブ     | 国           | 就任          | 退任          | 試合 | 勝ち | 分け | 負け | 勝率 % |      |
| ---------- | ------------ | ------------- | ------------- | ---- | ---- | ---- | ---- | ------ | ---- |
| クロトーネ | イタリアの旗 | 2003年7月1日  | 2004年12月8日 | 69   | 32   | 17   | 20   | 046.38 |      |
| クロトーネ | イタリアの旗 | 2005年4月17日 | 2006年7月10日 | 53   | 24   | 13   | 16   | 045.28 |      |
| ジェノア   | イタリアの旗 | 2006年7月10日 | 2010年11月8日 | 186  | 82   | 42   | 62   | 044.09 |      |
| インテル   | イタリアの旗 | 2011年6月24日 | 2011年9月21日 | 5    | 0    | 1    | 4    | 000.00 |      |
| パレルモ   | イタリアの旗 | 2012年9月16日 | 2013年2月4日  | 21   | 3    | 7    | 11   | 014.29 |      |
| パレルモ   | イタリアの旗 | 2013年2月24日 | 2013年3月11日 | 2    | 0    | 1    | 1    | 000.00 |      |
| ジェノア   | イタリアの旗 | 2013年9月29日 | 2016年6月14日 | 111  | 40   | 28   | 43   | 036.04 |      |
| アタランタ | イタリアの旗 | 2016年6月14日 | 2025年6月1日  | 438  | 228  | 101  | 109  | 052.05 |      |
| ローマ     | イタリアの旗 | 2025年6月6日  |               | 0    | 0    | 0    | 0    | —      |      |

## タイトル

### クラブ
- UEFAヨーロッパリーグ：1回（2023-24）

### 個人
- セリエA年間最優秀監督：2回（2019年、2020年）